# Ahl Angad
Ahl Angad (en arabe أهل انكاد) est une commune rurale marocaine de la préfecture d'Oujda-Angad, dans la région de l'Oriental.
Située à une altitude d'environ 540 m, elle compte 14.196 habitants au recensement de 2014,, pour une densité de 48,36 habitants au km².

## Tribus
La tribu Angad tient son nom de la plaine qu'elle occupe, la plaine de l'Angad.